# Rudy Croes
Rudy Croes (5 de setembro de 1946 - 20 de novembro de 2021) foi um político arubano. Membro do Movimento Eleitoral Popular, atuou brevemente como Presidente do Parlamento de Aruba em 2005, depois de ter sido membro do Parlamento de Aruba de 1989 a 2001. Ele também foi Ministro da Justiça de 2001 a 2009.